# Fagraea fastigiata
Fagraea fastigiata är en gentianaväxtart som beskrevs av Carl Ludwig von Blume. Fagraea fastigiata ingår i släktet Fagraea och familjen gentianaväxter. Inga underarter finns listade i Catalogue of Life.